# Бриатико
Бриатѝко (на италиански: Briatico) е малко морско курортно градче и община в Южна Италия, провинция Вибо Валентия, регион Калабрия. Разположено е на брега на Тиренско море. Населението на общината е 3924 души (към 2013 г.).